# Czesław Okołów
Czesław Okołów (ur. 21 grudnia 1935 w leśniczówce Halinka koło wsi Biała, zm. 23 sierpnia 2016) – polski leśnik, entomolog, bibliograf, filatelista i przewodnik turystyczny, wieloletni dyrektor Białowieskiego Parku Narodowego.

## Życiorys
W czasie II wojny światowej został wraz z rodziną wywieziony w 1940 przez sowietów do Wołogdy, a następnie przesiedlony do Kazachstanu. Do Polski powrócił po zakończeniu działań wojennych w 1946 i podjął studia magisterskie na Wydziale Leśnym Szkoły Głównej Gospodarstwa Wiejskiego w Warszawie. W 1967 uzyskał stopień doktora nauk leśnych. Od 1960 związany był z Białowieskim Parkiem Narodowym piastując między innymi funkcję preparatora, a następnie kustosza Muzeum Przyrodniczo-Leśnego, kierownika pracowni naukowo-badawczej oraz zastępcy dyrektora Parku. W latach 1993–2003 był dyrektorem Białowieskiego Parku Narodowego. Zajmował się między innymi problematyką wpływu turystyki na puszczę i jej biologię, rozwoju populacji kornika drukarza oraz rozkładu drewna w Puszczy. Był autorem blisko 300 publikacji w tym 6 tomów bibliografii, a także licznych przewodników, a także sekretarzem Towarzystwa Przyjaciół Białowieży oraz redaktorem naczelnym czasopisma „Parki Narodowe i Rezerwaty Przyrody".
Pogrzeb miał miejsce 26 sierpnia na cmentarzu parafialnym w Białowieży.

## Odznaczenia
- Krzyż Kawalerski Orderu Odrodzenia Polski (2003),
- Złoty Krzyż Zasługi,
- Srebrny Krzyż Zasługi,
- Medal im. Krzysztofa Kluka,
- Medal Alfreda Toepfera,